# Still Want More
Still Want More ist das 1991 veröffentlichte Debütalbum der aus Hannover stammenden deutschen Hard-Rock-Band Sargant Fury.

## Entstehung
Sargant Fury wurde 1987 von den Musikern Bauke De Groot (Bass), Olaf Grosser (Gitarre), Kai Steffen (Gitarre) und Schlagzeuger Heiko Heike gegründet, der Bandname wurde der Marvel-Comicserie Sgt. Fury and his Howling Commandos entliehen, die von 1963 bis 1981 erschienen war. Die Gruppe nahm ein Demoband mit dem Titel United States of Europe auf, das durch Zufall nach Großbritannien gelangte, wo es dem in Newcastle lebenden Andrew “Mac” McDermott in die Hände fiel. McDermott bot Sargant Fury seine Dienste als Sänger an und zog nach Hannover.
Das 1991 veröffentlichte Debütalbum Still Want More wurde von Tommy Newton produziert und verhalf der Gruppe zu der Gelegenheit, im Vorprogramm von Bands wie Ten Years After und Gillan zu spielen. Die Rezensionen zu Still Want More fielen überwiegend positiv aus, die Band wurde als hoffnungsvollster Newcomer der deutschen Melodic-Szene gehandelt.
Still Want More wurde 2009 remastered und als Teil des Boxsets Do You Remember - The Anthology, das alle drei Alben der Band enthielt, wiederveröffentlicht. Es erschien damit erstmals auch in den USA.

## Titelliste
1. (3:21) Still You Want More
2. (3:42) No. 9
3. (4:12) Mindgames
4. (4:18) Love Me
5. (3:46) Stand Up
6. (3:45) Me
7. (4:43) Do You Remember
8. (2:58) Love On The Run
9. (4:25) Slow ’n Easy
10. (3:05) Just One Night
11. (3:21) Loosing Control
12. (5:00) Don’t You Know

## Rezeption
Thomas Kupfer schrieb für Rock Hard, es stehe fest, dass WEA Records „in Sachen deutsche Talentförderung Optimales“ leiste. Still Wants More sei „ein Album, das Melodic-Rock vom Feinsten“ biete und „locker internationalem Standard gerecht“ werde. Man merke „dem Quintett an, dass es sich um eine über die Jahre gewachsene Band“ handele, zu „ausgereift (aber trotzdem spritzig)“ wirkten die Songs, als dass man auf ein „lieblos zusammengewürfeltes Retortenprojekt schließen“ könne. Das Songmaterial biete „aggressive (!) Gitarren, eine groovende Rhythmsection und Sänger Mac,“ dessen Stimme „phasenweise an Vic Wright, den früheren Tokyo Blade-Sänger oder alte Jaguar-Nummern“ erinnere. Die Band decke mit dem Songmaterial ein „stilistisches Spektrum, das von stampfend (Slow'n'Easy) über balladesk (Don't You Know) bis zu flotten Melodic-Rockern (Me, Do You Remember, Love On The Run)“ reiche. Die „wuchtige Produktion“ tue ein Übriges, um das Quintett „an die Spitze der nationalen Hardrock-Bewegung zu katapultieren, in etwa Kategorie Pink Cream 69, Casanova“... Bei Sargant Fury handele es sich um einen Newcomer, der gezeigt habe, dass „melodiöser Hardrock nicht immer mit Klischees gleichzusetzen“ sei. Aus diesen Youngsters würden „in absehbarer Zeit Young-Stars“ werden.